# Setodes sarvapunya
Setodes sarvapunya är en nattsländeart som beskrevs av Schmid 1987. Setodes sarvapunya ingår i släktet Setodes och familjen långhornssländor. Inga underarter finns listade i Catalogue of Life.